# Sharon Matola

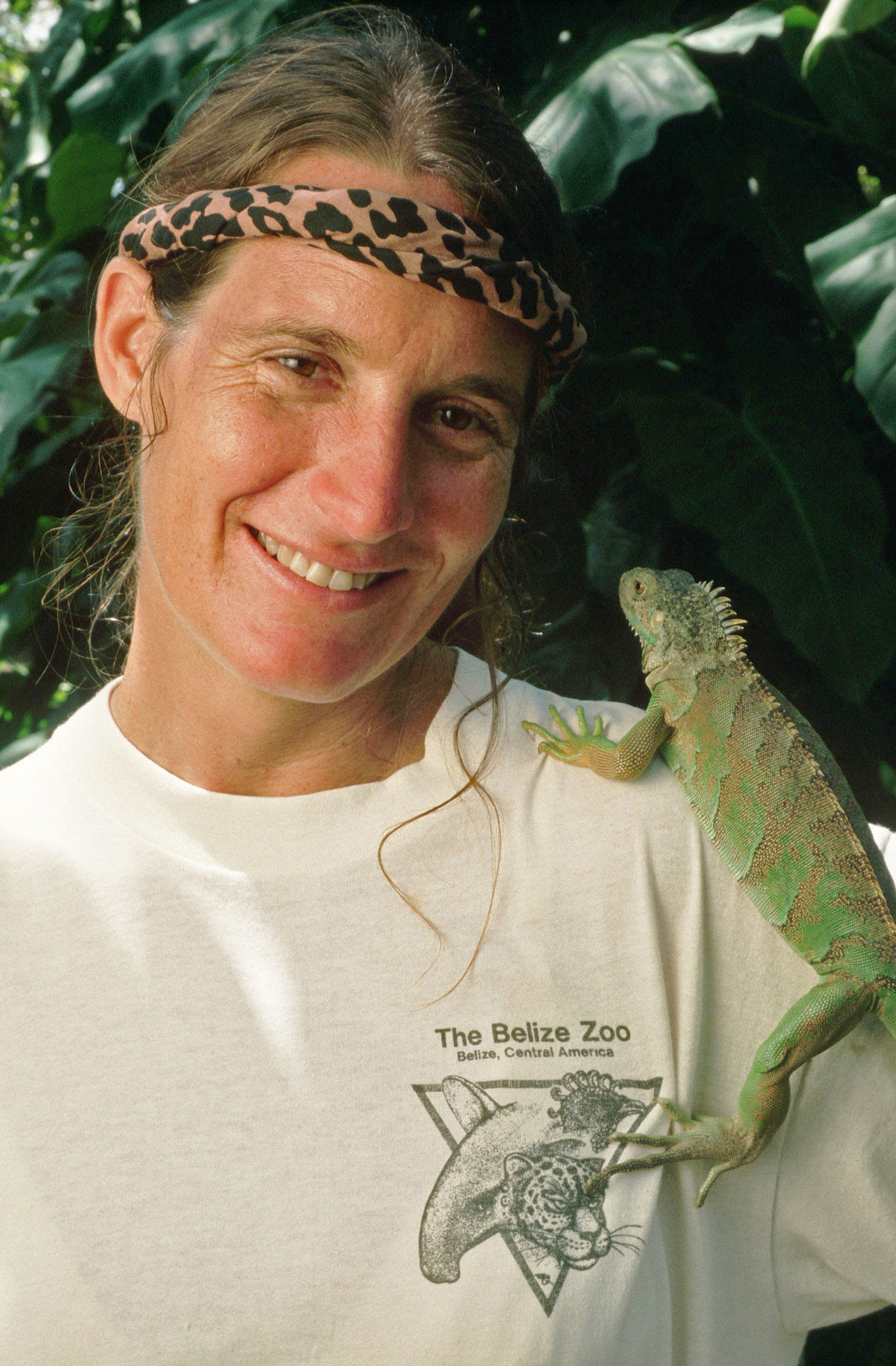
Sharon Matola år 1988.

Sharon Matola, född 3 juni 1954 i Baltimore i USA, död 21 mars 2021 i Belize, var en amerikansk-belizisk biolog och djurparksägare.
Sharon Matola var ett av tre barn till Esward Matola, som var försäljningschef på National Brewing och kontoristen Janice Matola och växte upp i Baltimore i Maryland i USA. Hon tog värvning i USA:s flygvapen och tjänstgjorde bland annat i Centralamerika. Hon utbildade sig därefter i biologi på New College of Florida i Sarasota, med examen 1981. Hennes inriktning av mykologi och etologi. 
Efter att ha lämnat ett ungdomsäktenskap arbetade hon i en mexikansk cirkus. Hon arbetade 1983 för filmarna Richard and Carol Foster med en dokumentärfilm i Belize. Filmprojektet om vilda djur havererade, varefter hon befann sig med ett antal djur som måste tas om hand. Det blev början till Belizes enda djurpark. År 2021 fanns där 170 djur och djurparken är knuten till ett utbildning- och forskningscentrum. 
Sharon Matola kom att stanna i Belize och blev belizisk medborgare 1990. 